# Radishchevsky (huyện)
Huyện Radishchevsky (tiếng Nga: ? райо́н) là một huyện hành chính tự quản (raion), của Tỉnh Ulyanovsk, Nga. Huyện có diện tích 1590 kilômét vuông, dân số thời điểm ngày 1 tháng 1 năm 2000 là 16500 người. Trung tâm của huyện đóng ở Radishevo.